# NGC 1954
NGC 1954 è una vasta galassia a spirale situata nella costellazione della Lepre, a una distanza di circa 153 milioni di anni luce dalla nostra Via Lattea.

## Scoperta
La galassia è stata scoperta il 14 dicembre 1786 dall'astronomo britannico di origine tedesca William Herschel.

## Descrizione
NGC 1954 ha una classe di luminosità II-III e presenta una larga riga a 21 cm dell'idrogeno neutro.
Data la sua luminosità superficiale pari a 14,11, NGC 1954 può essere classificata come una galassia a bassa luminosità superficiale (nella letteratura in lingua inglese abbreviata in LSB, acronimo di Low Surface Brightness). Le galassie LSB sono galassie di tipo diffuso (D) con una luminosità superficiale inferiore di almeno una magnitudine a quella del cielo notturno circostante.
NGC 1954 forma una coppia di galassie con NGC 1957.

## Supernove
All'interno di NGC 1954 sono state scoperte tre supernove: SN 2010ko, SN 2011fi e SN 2013ex.

### SN 2010ko
La supernova è stata scoperta il 5 dicembre 2010 dall'astronomo italiano Simone Leonini. La supernova è stata classificata di tipo II.

### SN 2011fi
La supernova è stata scoperta il 27 agosto 2011 a Yamagata, in Giappone, dall'astronomo Kōichi Itagaki. La supernova è stata classificata di tipo II.

### SN 2013ex
La supernova è stata scoperta il 19 agosto 2013 nel corso del programma ASAS-SN (All Sky Automated Survey for SuperNovae) dell'Università statale dell'Ohio. La supernova è stata classificata di tipo Ia.